# Csigere-patak
Csigere-patak är ett vattendrag i Ungern.   Det ligger i provinsen Veszprém, i den västra delen av landet, 120 km väster om huvudstaden Budapest.